# Adolphus W. Moore

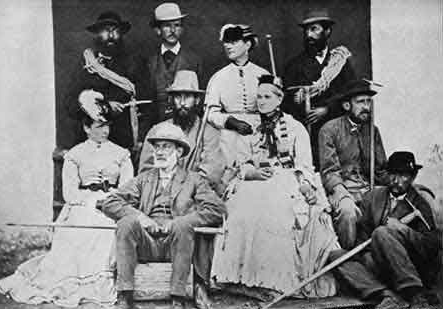
A.W.Moore, sentado à dir no meio

Adolphus W. Moore tal como é conhecido Adolphus Warburton Moore, nasceu em 1841 e morreu em 1887 e é um nome no alpinismo britânico da chamada idade de ouro do alpinismo.
Filho de um major das Índias Britânicas, onde nasceu, começa o alpinismo nos Alpes e  realiza bom número de primeiras entre as quais se destaca pela sua dificuldade a aresta sul do esporão da Brenva, em 1865, pois foi uma primeira a ser efectuada  na face sul quase inteiramente gelada o que ultrapassava em muito tudo o que tido sido feito até essa altura.

## Reconhecimentos
O esporão da Brenva faz parte de Les 100 plus belles courses com os guias número 56 e 67, e o pico Moore (3 557 m) e o colo Moore (3 525 m), em baixo deste esporão, foram assim chamados em sua honra por F. S. Smythe e Thomas Graham Brown aquando da primeira ascensão pela via da Sentinelle Rouge em 1927.

## Belas vias
Contrariamente a Edward Whymper, que estava mais interessado pela primeira ascensão do que da via tomada como o demonstrou a sua subida ao Cervin, com  Adolphus Moore inicia-se a época da procura da bela via de montanha, bela  tanto pela beleza intrínseca como pela dificuldade, como o comprovou no Esporão da Brenva, ascensão que está cotado D-,

## Cáucaso
No Cáucaso com  Douglas W. Freshfield e Charles Comyns Tucker, são  em 1868 os primeiros estrangeiros a atingirem o cume do mais baixo dos dois cumes do Monte Elbrus, o monte Kazbek, com 5 47 m de altitude

## Ascensões
(segundo a versão francesa)
- 1862 : Gross Fiescherhorn (Alpes berneses) com H. B. George e os guias Christian Almer e Ulrich Kaufmann
- 1864 : Barre des Écrins (massif des Écrins) com Edward Whymper e Horace Walker, e os guias Michel Croz, Christian Almer e  o filho
- 1865 : Piz Roseg (chaîne de la Bernina) com Horace Walker e o guia Jakob Anderegg
- 1865 : Obergabelhorn (Alpes valaisanos) com Horace Walker e Jakob Anderegg
- 1865 : Pigne d'Arolla (Alpes valaisannes) com Horace Walker e Jakob Anderegg
- 1865 : éperon de la Brenva no Mont Blanc com George Spencer Mathews, Frank Walker e Horace Walker, e os guias Jakob Anderegg e Melchior Anderegg.